# Bodruška hrušňová
Bodruška hrušňová (Janus compressus) je hmyz z řádu blanokřídlí (Hymenoptera) čeledě bodruškovití (Cephidae). Larva poškozuje mladé výhony hrušně.

## EPPO kód
JANUCO 

## Synonyma patogena

### Vědecké názvy
Seznam podle EPPO pro patogena Janus compressus.
- Cephus compressus

Seznam podle biosci.ohio-state.edu:
- Cephus Foersteri André
- Cephus (Philoecus) balearicus Kriechbaumer
- Cephus foersteri André
- Janus foersteri var. ulmi Pic
- Cephus forsteri André
- Cephus balearicus Kriechbaumer
- Phylloecus eburneus André
- Cephus flaviventris Förster
- Phylloecus Eburneus André
- Ephippionotus luteiventris Costa

## Zeměpisné rozšíření

### Výskyt v Evropě
Střední Evropa. Německo, Francie, Dánsko, Norsko, Chorvatsko, Itálie.

### Výskyt v Česku
Potvrzen. V roce 2010 byl první výskyt (toho roku) bodrušky hrušňové (Janus compressus) zjištěn 17.5. v okrese Břeclav (Němčičky).

## Popis
Larva bílá až světložlutá, v dospělosti 10 mm dlouhá, tvaru písmene S se zakrnělýma hrudníma nohama.
Dospělec je štíhlá protáhlá vosička, 7 mm dlouhá, černá se žlutými a červenými skvrnami.

## Hostitel
- hrušeň
- jabloň
- hloh

## Příznaky
U výhonů je charakteristické hákovité ohýbání vrcholků. Mladé výhony vadnou, černají a stáčejí se dolů. Na výhonu se nacházejí vpichy. Uvnitř je bílá až světložlutá, v dospělosti 10 mm dlouhá larva, vyžírající chodbičku.

### Možnost záměny
Příznaky mohou být zaměněny s chorobou bakteriální spála růžovitých.

## Význam
Nepatří mezi závažné škůdce.

## Biologie
První příznaky napadení lze pozorovat v květnu. Samička před kladením nabodává ve spirále několik vpichů do mladého, nejméně 5 – 10 cm dlouhého výhonku. Vajíčko vkládá do spodního vpichu. Výhonek nad vpichem vadne, hnědne a hyne. Larva se po vylíhnutí živí dření, vyhlodává chodbičku. Při žíru postupuje směrem k bázi výhonu. Na konci chodbičky na podzim přede zámotek a přezimuje. Kuklí se na jaře. Dospělci se líhnou v květnu. Škůdce má za tok pouze jednu generaci.

## Ochrana rostlin
Odstranění a zničení napadených výhonů.